# 杨潼
杨潼（1939年3月20日—2017年2月4日），中華人民共和國动物学家，中国科学院水生生物研究所退休研究员。1962年毕业于南京大学生物系无脊椎动物学专门化之后，1962年至1965年在该系无脊椎动物学教研室师从陈义教授做研究生专攻环节动物门蛭纲（蚂蟥）。1966年被分配到中国科学院水生生物研究所工作至今，研究蚂蟥并且发表了较多的蚂蟥科学论文和著作。1996年出版专著: 中国动物志 环节动物门 蛭纲 杨潼编著，科学出版社，北京，1996年3月。2015年新出版两本专著：1.中国动物志，无脊椎动物第五十卷，缓步动物门，杨潼著，科学出版社，北京，2015年7月；2.天门山动物志（第一卷），本卷主编陈德牛，杨潼，吴小平，淡水贝类 陆生贝类 陆栖寡毛类 蛭类， 浙江大学出版社，2015年1月。